# Вильсон, Гарольд
Джеймс Гарольд Вильсон (Уилсон), барон Вильсон из Риво (англ. James Harold Wilson, Baron Wilson of Rievaulx; 11 марта 1916 года, Хаддерсфилд, Уэст-Йоркшир, — 24 мая 1995 года, Лондон) — британский политик-лейборист, лидер партии с 1963 года, премьер-министр Великобритании (1964—1970 и 1974—1976 годы). Под его руководством лейбористы выигрывали всеобщие выборы 4 раза (в 1964, 1966 и дважды в 1974 году). Однако в 1976 году Вильсон ушёл в отставку, не сумев исправить ухудшающееся положение британской экономики. Последний на сегодняшний день премьер-министр Великобритании, который сумел вновь стать главой правительства после отставки.

## Биография

### Образование и служба
Окончил Оксфордский университет (Колледж Иисуса, 1937), где изучал сначала новую и новейшую историю, а затем — философию, политологию и экономику. С этого же года преподавал в альма матер экономическую историю: сначала в Новом колледже, а затем (1938—1945) в Университетском колледже.
С началом Второй мировой войны попытался записаться добровольцем в действующую армию, но был направлен работать статистиком и экономистом в угольной промышленности. В 1943—1944 гг. руководил отделом экономики и статистики в министерстве топлива и энергетики; за свою деятельность был награждён орденом Британской империи.

### Депутат-лейборист
На выборах 1945 года был избран в Палату общин от округа Ormskirk (с 1950 по 1983 гг. избирался от округа Huyton). С 1947 года занимал должность министра торговли в кабинете Клемента Эттли. В апреле 1951 года Вильсон покинул правительство вместе с Эньюрином Бивеном и Джоном Фрименом после того, как лейбористское правительство увеличило затраты на оборону из-за Корейской войны в ущерб бесплатному здравоохранению.
До середины 1950-х гг. Вильсон считался в партии представителем левого крыла, но затем примкнул к Хью Гейтскеллу, лидеру правого крыла партии (впоследствии он будет сравнивать себя в своём социал-демократическом кабинете министров с революционером-большевиком во главе царского правительства, однако реальные идеологические различия между ним и умеренными лейбористами стёрлись). В 1955—1961 гг. Вильсон был теневым канцлером казначейства, в 1961—1963 гг. — теневым министром иностранных дел. 18 января 1963 года Хью Гейтскелл умер, и новым лидером партии был избран Вильсон. С постом лидера партии Вильсон также стал лидером оппозиции.

### Премьер-министр

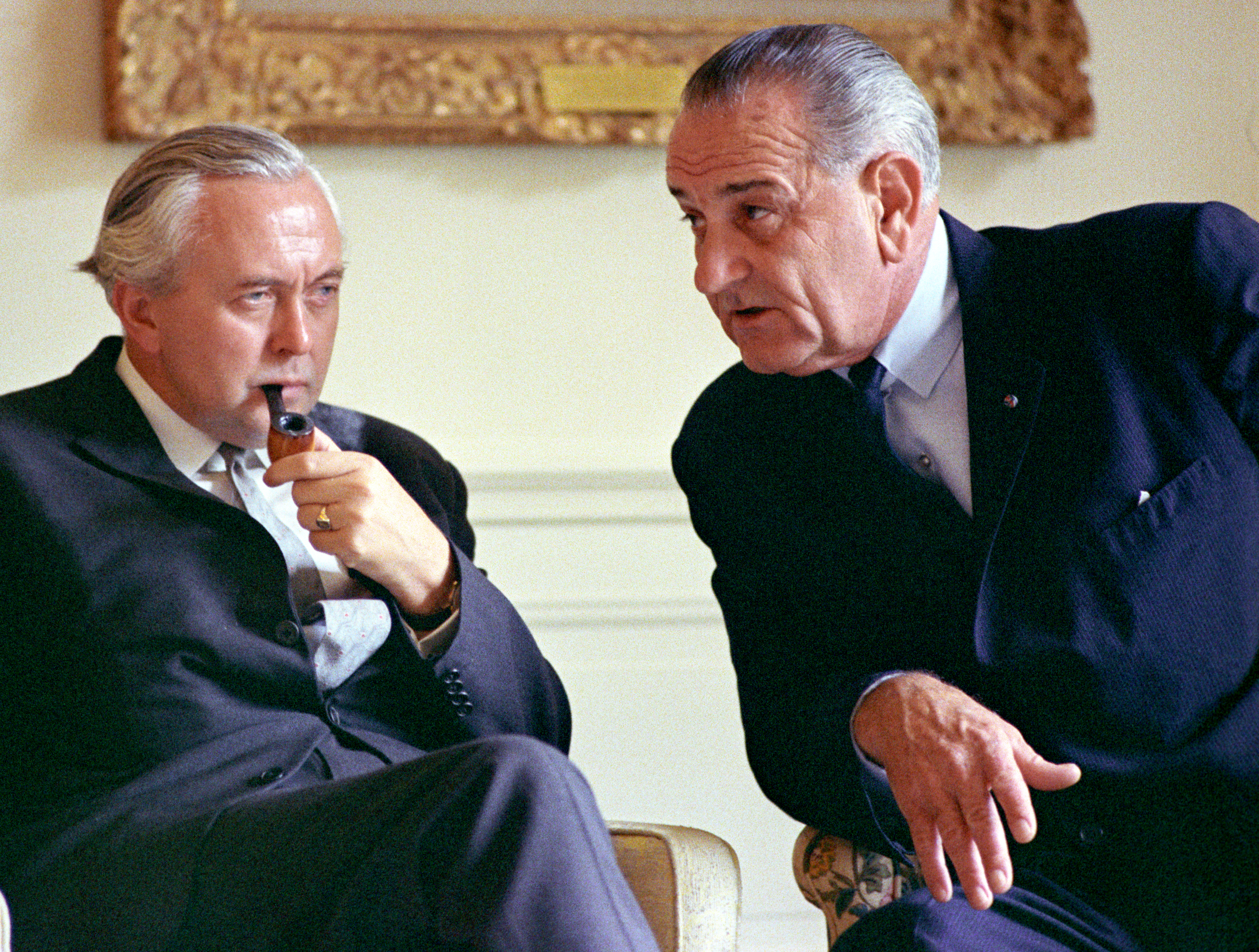
Премьер Гарольд Вильсон и президент США Линдон Джонсон в 1966 году.

На парламентских выборах в октябре 1964 года лейбористы под руководством Вильсона получили на 59 мест больше, чем на предыдущих выборах, но располагали лишь 317 мандатами в 630-местной Палате общин. Это вынудило Вильсона, ставшего новым премьер-министром, проводить осторожную политику, а в 1966 году — назначить досрочные выборы, на которых партия получила уже 364 места из 630.
На посту премьер-министра Вильсон под влиянием экономических советников (включая Николаса Калдора и Томаса Балога) ввёл несколько новых налогов (например, выборочный налог на занятость с предпринимателей), а в 1967 году для оживления экономической ситуации правительство провело девальвацию фунта стерлингов.
В 1965 году Палата общин одобрила замену смертной казни за убийство пожизненным тюремным заключением. Однако смертная казнь по-прежнему могла быть применена при рассмотрении дел о государственной измене, шпионаже, пиратстве, поджоге и нескольких видах военных преступлений.
С 1967 года гомосексуальность законодательно перестала считаться уголовным преступлением; были узаконены аборты. При Вильсоне также были введены ограничения на иммиграцию в Великобританию. Была проведена реформа образования.
Вильсон придерживался идеи вступления Великобритании в Европейское экономическое сообщество, однако после вето де Голля в 1967 году процесс вступления был отложен, прежде всего, из-за отсутствия в партии единой позиции по этому вопросу.

### От оппозиции назад к власти

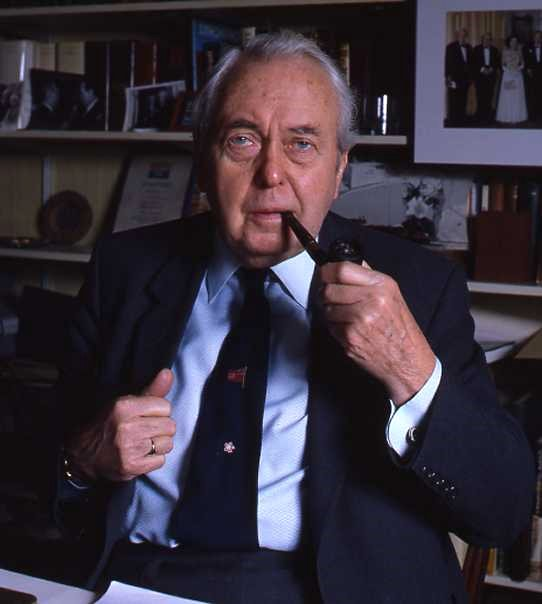
Гарольд Вильсон в 1986 году.

Незадолго до выборов 1970 года была обнародована экономическая статистика, отрицательно повлиявшая на рейтинг лейбористов и ставшая одной из причин поражения партии.
Президент Королевского статистического общества (1972—1973).
Несмотря на поражение на выборах, Вильсон остался лидером партии и привёл её к результату в 301 из 635 мест на выборах февраля 1974 года и 319 из 635 на досрочных выборах октября 1974 года.
Вильсон сумел отчасти стабилизировать положение в экономике, хотя оно и оставалось тяжёлым из-за последствий нефтяного кризиса. Вильсон также прилагал усилия к урегулированию положения в Северной Ирландии.

### Поздние годы
16 марта 1976 года Вильсон неожиданно подал в отставку (утверждена 5 апреля). Следующим лидером партии и премьер-министром стал Джеймс Каллаган. Советский перебежчик Анатолий Голицын утверждал, что Вильсон был завербован КГБ и подстроил отравление Хью Гейтскелла, предшественника Вильсона на посту главы Лейбористской партии: эти обвинения якобы разрушили карьеру Вильсона.
В 1983 году ушёл из Палаты общин, получив при этом титул барона Риво. В последние годы жизни страдал болезнью Альцгеймера.

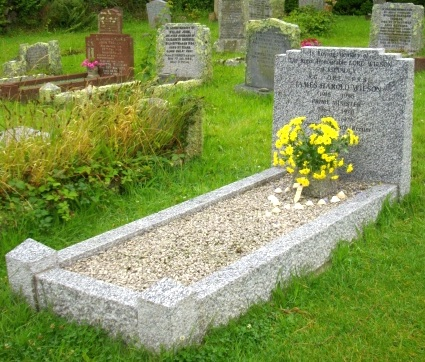
Могила.

Гарольд Уилсон умер 25 мая 1995 года. Он был похоронен в церкви Св. Марии на островах Сцилли у побережья Корнуолла 6 июня того же года. В Вестминстерском аббатстве прошла панихида. 31 декабря 2012 года было объявлено, что в 2013 году в Вестминстерском аббатстве появится мемориальная доска в память о Вильсоне.

### Семья
В 1940 женился на Мэри Болдуин, ставшей поэтессой. В их браке родились 2 сына. Сын Робин — математик.

## Киновоплощения
Джейсон Уоткинс в сериале «Корона» (3 сезон, 2019 год).

## Сочинения

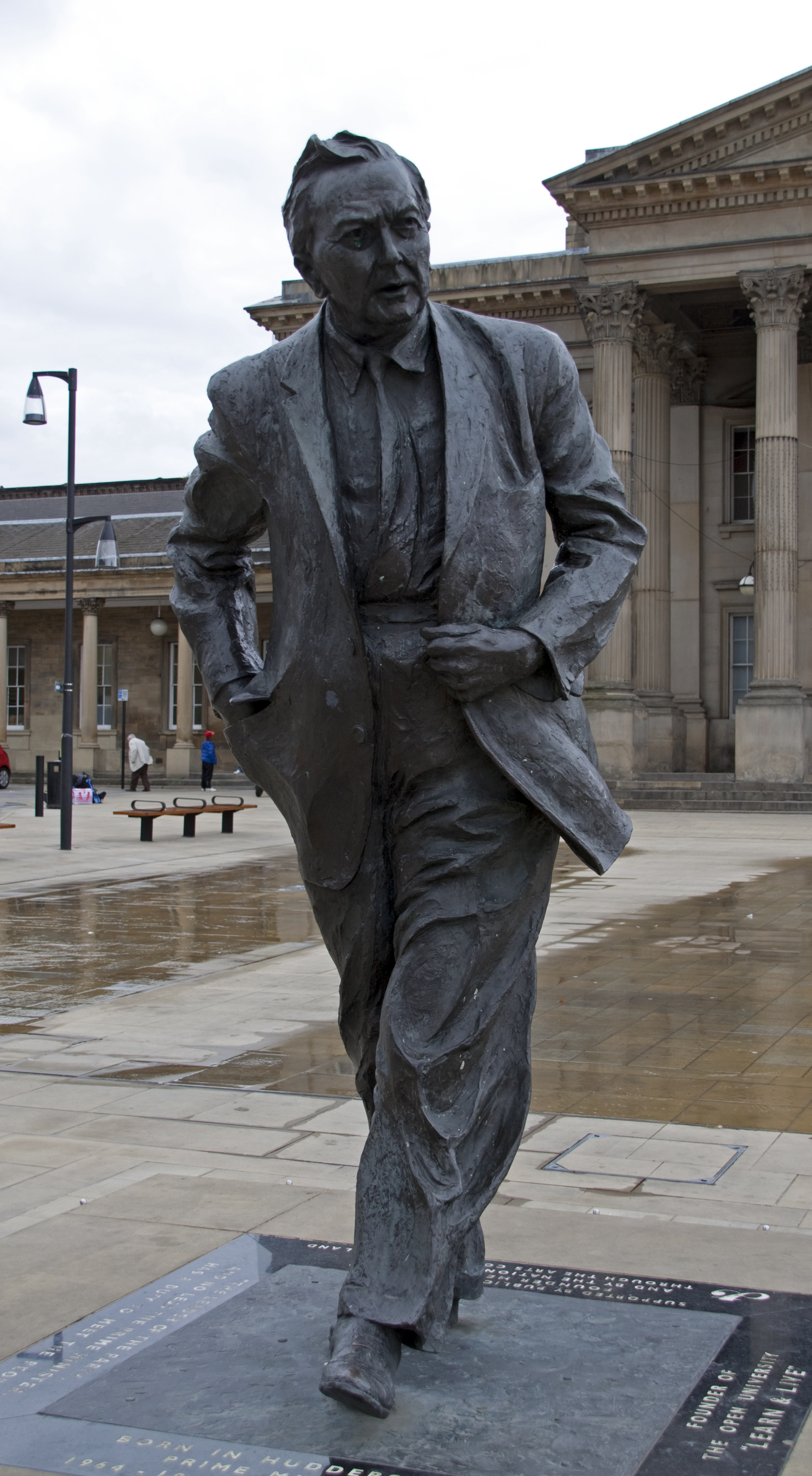
Памятник Гарольду Вильсону в Хаддерсфилде.

- Wilson, Harold. The Labour Government 1964-1970:  A personal record (англ.). — Weidenfeld and Nicolson and Michael Joseph, 1971. — ISBN 0-7181-0947-3.
- Wilson, Harold. Final Term:  The Labour Government 1974-1976 (англ.). — Weidenfeld and Nicolson and Michael Joseph, 1979. — ISBN 0-7181-1860-X.
- Wilson, Harold. Memoirs:  the making of a Prime Minister 1916-1964 (англ.). — Weidenfeld and Nicolson and Michael Joseph, 1986. — ISBN 0-7181-2775-7.